# Гестем, Пьер
Пьер Гестем (фр. Pierre Ghestem; 14 февраля 1922, Лилль — 11 марта 2000) — французский шашист, бриджист и шахматист. В шашках — двукратный чемпион мира по международным шашкам (1945, 1947), международный гроссмейстер (1977). В бридже — гроссмейстер WBF, разработчик системы Монако и искусственной релейной системы, победитель командного чемпионата мира (1956) и I Международной олимпиады (1960), трёхкратный чемпион Европы.

## Шашки
В 14 лет Гестем с первого раза победил в чемпионате родного города Лилля. Через год состоялась поездка Гестема в Париж, где он смог сыграть партии со многими лучшими мастерами того времени, в том числе, с чемпионом мира Морисом Райхенбахом, с которым он «обменялся ударами», с экс-чемпионом мира Станисласом Бизо, которому Гестем проиграл, и Германом де Йонгом, с которым Гестем сделал почётную ничью. В чемпионате Франции 1938 года Гестем занял 3 место, а в следующем чемпионате разделил с Бизо 3-4 места. В промежутке он направил вызов на матч де Йонгу — нидерландскому подданному, жившему во Франции и выигравшему первенство этой страны 1938 года — но тот по рекомендации национальной федерации отклонил это предложение. В 1942 и 1943 годах Гестем дважды завоёвывал титул чемпиона Франции (причём во второй раз, набрав 23 очка из 28 возможных, опередил второго призёра — Бизо — на 7 очков). В январе 1943 года Гестем выиграл со счётом +5=1 матч у Альфреда Молимара. Эти успехи дали Гестему право бросить вызов чемпиону мира Морису Райхенбаху. Борьбы в матче не получилось — 30-летний Райхенбах проиграл более молодому сопернику с общим счётом −4=6. В 1946 году Гестем разделил с нидерландцем Питом Розенбургом 1-е место в двухкруговом турнире в Роттердаме впереди Келлера, Шпрингера, Вессена и Фанкхаузера. Гестем выиграл обе партии у Розенбурга и поэтому в турнирной таблице был поставлен выше. В 1947 году молодой чемпион мира подтвердил своё звание, взяв верх в матче с нидерландским шашистом Кесом Келлером. В этом матче Гестем выиграл три из 14 партий (5-ю, 12-ю и 13-ю), не проиграв ни одной.
В 1948 году Всемирная федерация шашек (ФМЖД) организовала первый в истории шашек чемпионат мира в формате кругового турнира. Новым чемпионом стал Пит Розенбург, показавший очень высокий результат: 17 побед при всего трёх ничьих. Гестем стал одним из тех, кому удалось взять хотя бы очко у Розенбурга, но в турнирной таблице их разделило больше десяти очков. Экс-чемпион пропустил вперёд ещё и Келлера, удовольствовавшись лишь бронзовой медалью.

## Бридж
Формат шашечных соревнований, длившихся по три-четыре недели и не приносивших никакого дохода, однако, не устраивал Гестема, основной профессией которого было сыроварение. Его мать нуждалась в его помощи, и после поражения в 1948 году он расстался с шашками. Свою последнюю партию в соревнованиях он провёл с Розенбургом в рамках чемпионата мира 1948 года.
Новым увлечением Гестема стала другая интеллектуальная игра — бридж. Уже в 1948 году он выиграл в паре с Рене Башеришем чемпионат Франции, после чего эта пара стала постоянными представителями Франции на международной арене. В 1953 году французская сборная, за которую выступали Гестем и Башериш, выиграла чемпионат Европы по бриджу, дав Франции право формировать европейскую команду в Бермудском кубке — матче на первенство мира — 1954 года. Этот матч европейцы проиграли сборной США, но через два года французы, вновь победившие на первенстве Европы, нанесли поражение и американцам. В 1960 году ведомая Гестемом и Башеришем французская сборная неожиданно победила на I Международной олимпиаде по бриджу, опередив и бывших фаворитами итальянцев, и американцев. По ходу олимпиады Гестем и Башериш играли сложнейшую систему, которую соперники с трудом понимали и детали которой не всегда были доступны даже им самим.
Проиграв чемпионат Европы 1961 года британцам, а на чемпионате мира того же года оставшись третьим, в 1962 году Гестем стал трёхкратным чемпионом Европы после победы над итальянцами — и вновь ключевую роль сыграли новейшие наработки французов в искусственных системах. Сложность систем была такой, что игра велась в черепашьем темпе, и в итоге обе команды были даже оштрафованы на пол-очка за медлительность. Выигрыш чемпионата Европы вновь дал французам право на участие в чемпионате мира, и Гестем вернулся с него со своей последней медалью — на этот раз бронзовой.
Гестем продолжал выступать в соревнованиях по бриджу вплоть до 90-х годов (сначала с Башеришем, а затем с другим выдающимся французским бриджистом Клодом Дельмули), не оставляя при этом торговлю. Он выпустил две книги, посвящённые теоретическим разработкам в бридже, и считается ныне отцом нескольких систем в бридже, известных, как система Монако и система Гестема. Пьер Гестем — один из основоположников релейной (искусственной) системы в бридже.